# Dealul Pomet
Măgura Pomăt este dealul pe care s-a aflat cetatea romană Porolissum. Se folosește ca pășune. Ca toponim apare Dealul Pomet.
Pronunțarea locală Pomăt este specifică zonei. Deși astăzi nu sunt pomi, locul este înconjurat de păduri și livezi, care în trecut s-au întins și peste locul numit Pomăt (teritoriul satului Moigrad).